# ابیگیل آدامز
ابیگیل آدامز (انگلیسی: Abigail Adams; ۲۲ نوامبر ۱۷۴۴ – ۲۸ اکتبر ۱۸۱۸) همسر جان آدامز، دومین رئیس‌جمهور ایالات متحده آمریکا، دومین بانوی اول ایالات متحده و مادر جان کوئینسی آدامز، ششمین رئیس‌جمهور ایالات متحده آمریکا بود.

## کودکی و خانواده
ابیگیل آدامز در ناحیه قلمروی کلیسای وابسته به فرقه کانگروگیشنال و پیروان آن در ویموث ماساچوست متولد شد. والدین او ویلیام اسمیت (۱۷۰۷–۱۷۸۳) و الیزابت (نا کوینسی) اسمیت بودند. ابیگل نتوانست به‌طور رسمی به مدرسه برود، چرا که در دوران کودکی به دفعات بسیار بیمار می‌شد و همین بیماری‌ها یکی از دلایلی بود که او را از رفتن به مدرسه و تحصیل واداشت.

## ازدواج و فرزندان
ابیگل اسمیت در سال ۱۷۵۹ زمانی که ۱۵ سال داشت، برای اولین بار جان آدامز را ملاقات کرد. جان به همراهی دوستش ریچارد کرانچ به خانه اسمیت‌ها رفته بودند. کرانچ با ماری اسمیت، خواهر بزرگتر ابیگل نامزد بود و آنها بعدها والدین حاکم فدرال لیام کرانچ شدند. 
در ۱۲ سال ابیگل صاحب شش فرزند شد:
- ابیگل ("نبی"، ۱۷۶۵ تا ۱۸۱۳)
- جان کوینسی آدامز (۱۷۶۷ تا ۱۸۴۸)
- گریس سوزانا ("سوزاناً با نام مستعار "سوکی") (۱۷۶۸ تا ۱۷۷۰)
- چارلز (۱۷۷۰ تا ۱۸۰۰)
- توماس بویلستون آدامز (۱۷۷۲ تا ۱۸۳۲)
- الیزابت (در سال ۱۷۷۷ مرده به دنیا آمد)

## اروپا
در سال ۱۷۸۴، ابیگل و دخترش نبی، به ست دیپلماتیکی همسرش در پاریس پیوستند. همسرش و پسر بزرگش جان کوینسی در پاریس بودند. ابیگل از سفر دریای بلند مدت وحشت داشت، اما پس از این سفر، سفر دریایی را تجربه ای جالب دانست.

## بانوی اول
جان آدامز در ۴ مارس سال ۱۷۹۷ به عنوان دومین رئیس‌جمهور ایالات متحده در فیلادلفیا آغاز به کار کرد.

## مرگ

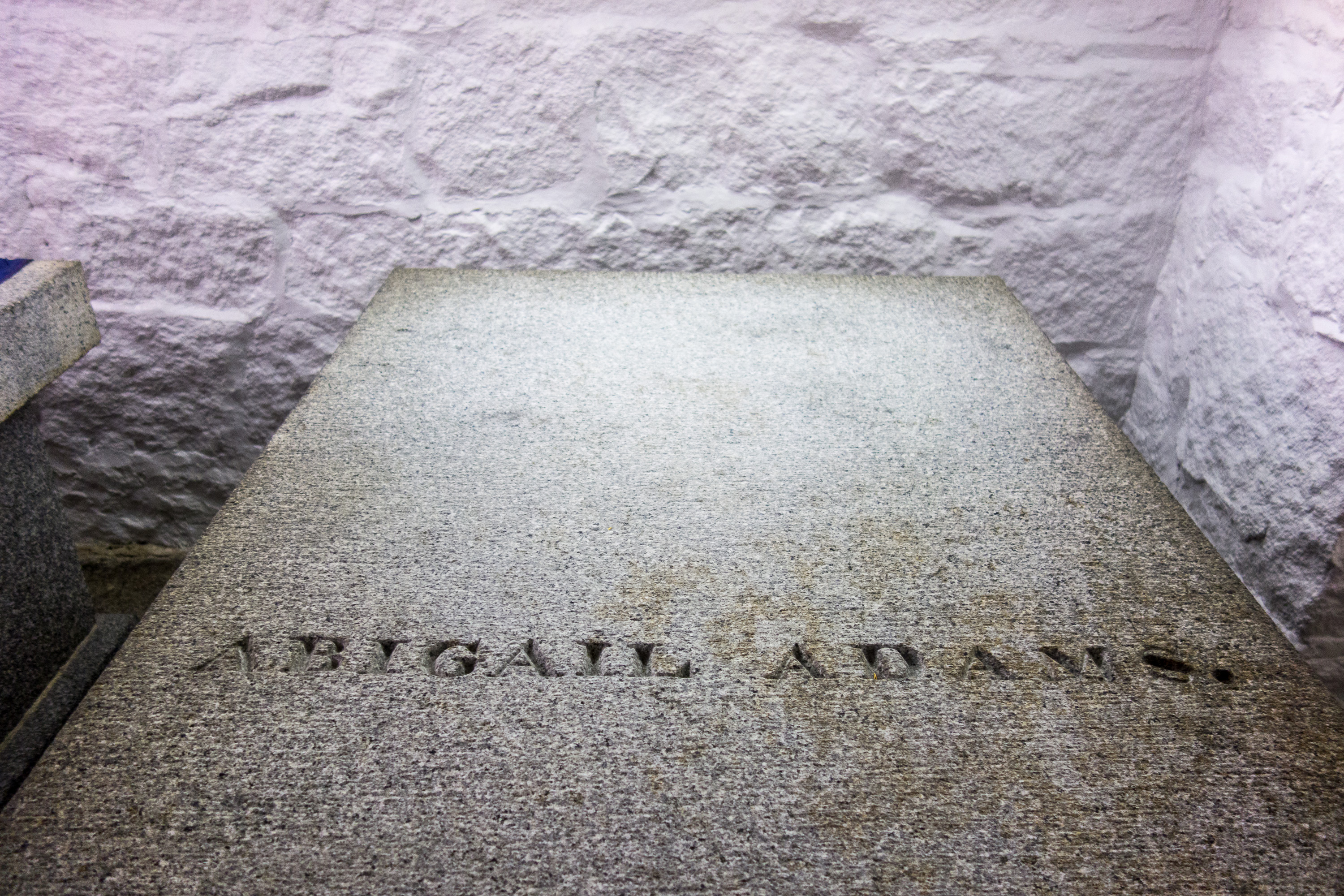
سنگ مقبره ابیگیل آدامز

آدامز در خانه اش در ۲۸ اکتبر ۱۸۱۸ به علت تب حصبه درگذشت. او در کنار همسرش و در نزدیکی پسرشان جان کوینسی در مقبره ای واقع در اولین ناحیه کلیسای ایالت (که با نام "کلیسای رئیس جمهوران" شناخته می‌شود) در کوینسی ماساچوست، دفن شد. او ۷۳ ساله بود و دقیقاً ۲ هفته تا تولد ۷۴ سالگیش مانده بود. آخرین سخنان او اینگونه بود: " دوستان من، عزیزترین دوستان من، اندوهگین نگردید. من برای رفتن آماده ام. و جان، طولی نخواهد کشید…"

## دیدگاه‌های سیاسی

### حقوق زنان
ابیگل آدامز در مورد سختی‌ها و نگرانی‌هایی که به عنوان یک زن در قرن ۱۸ متحمل شده بود نوشته بود. و مدافع حقوق مالی زنان متأهل، موقعیت‌های بیشتر زنان به ویژه در حوزه تحصیلات بود. به اعتقاد وی، زنان نباید قوانینی را ارائه دهند که نه به نفع آنها باشد و نه برخلاف رضایت آنها از نقش سادهٔ همسر بودن باشد.

### برده داری
آدامز معتقد بود که برده داری شر و تهدیدی برای آزمایش‌های دموکراتیک آمریکا بود. طبق نامه ای که در تاریخ ۳۱ مارس سال ۱۷۷۶ نوشت، توضیح داد که به «شور و شوق آزادی» که اکثر ویرجینی‌ها دارند، شک دارد چراکه ادعا می‌کنند که آنها انجام داده‌اند، زیرا آنها «آزادی موجودات را محروم می‌کنند».

## میراث

### تصویر بر روی پول
برنامه نخستین همسر تحت برنامه سکه‌های ۱ دلاری ریاست جمهوری، به بخشی از وزارت خزانه داری ایالات متحده اجازه می‌دهد تا نیم انس از سکه‌های طلای ۱۰ دلاری، و کپی‌های برنزی را برای احترام به همسران اول ایالات متحده صادر کند. سکه ابیگیل آدامز در ۱۹ ژوئن ۲۰۰۷ منتشر شد و فقط در ساعاتی فروخته شد. تصویر او درحالی‌که مشهورترین نامه خود را به جان آدامز می‌نویسد، در پشت سکه زده شد.

## نگارخانه

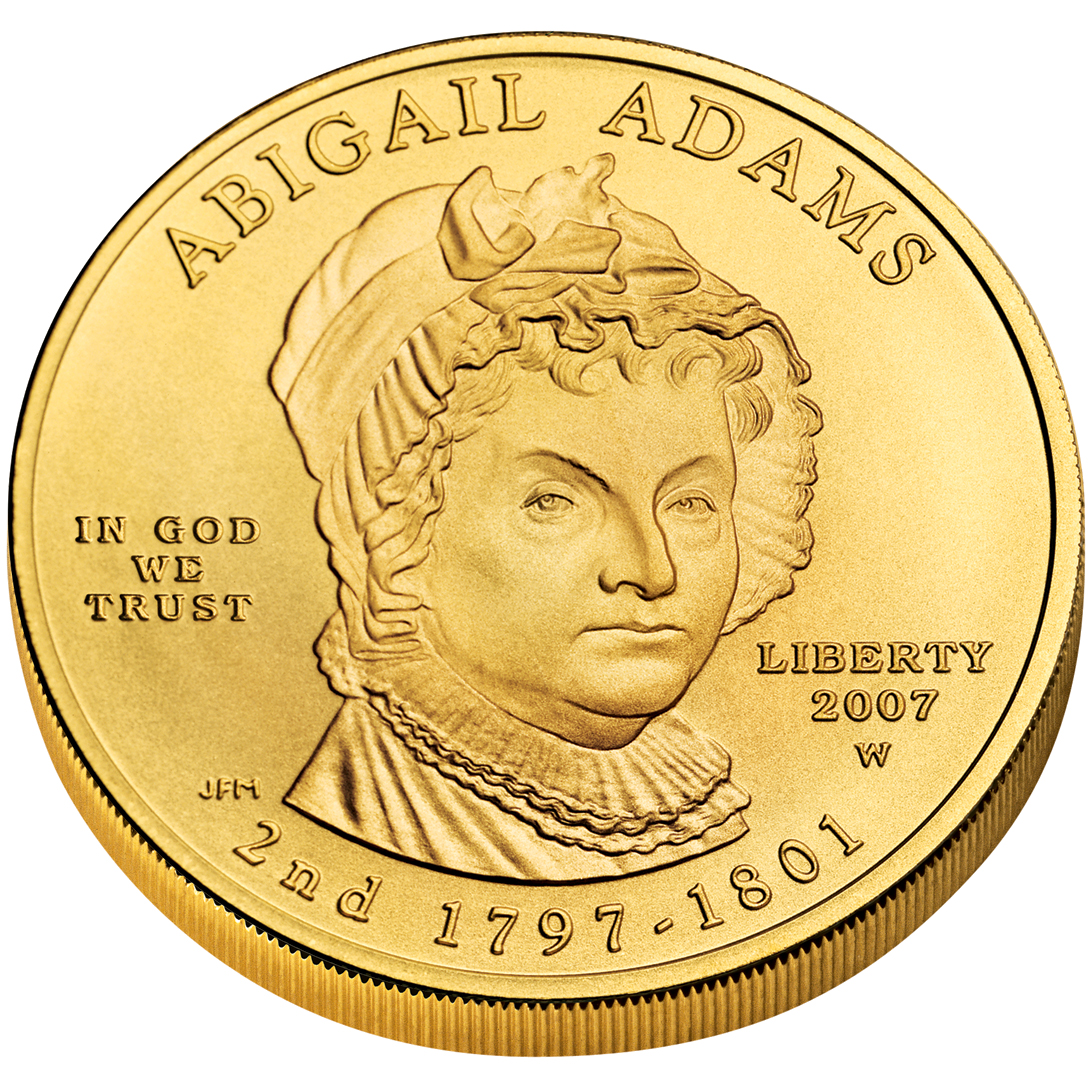